# Редукція (математика)
У математиці редукція означає зведення виразу до простішої форми. Наприклад, процес перетворення дробу в дріб із найменшим можливим цілим знаменником (зберігаючи чисельник цілим числом) називається спрощенням дробу. Зведення радикального (або «кореневого») виразу з найменшим можливим цілим числом під радикальним символом називається «спрощення радикалу». Зведення до мінімуму кількості радикалів, які з'являються під іншими радикалами у виразі, називають спрощення вкладених радикалів.

## Алгебра
У лінійній алгебрі редукція означає застосування простих правил до послідовності рівнянь або матриць, з метою зведення їх до найпростішої форми. У випадку матриць процес передбачає перетворення рядків або стовпців матриці, тому його зазвичай називають спрощенням рядків або спрощенням стовпців відповідно. У багатьох випадках метою редукції є перетворення матриці до її «ступінчастої форми зі зменшенням рядків»; це мета методу Гауса.

## Математичний аналіз
У математичному аналізі редукція стосується використання техніки інтегрування частинами для обчислення інтегралів за допомогою їх зведення до простіших форм.

## Статична (гаянська) редукція
У динамічному аналізі статична редукція — зменшення кількості ступенів свободи. Статичну редукцію також можна використовувати в методі скінченних елементів для спрощення лінійної алгебраїчної задачі. Оскільки статична редукція вимагає декількох кроків інверсії, це складна матрична операція, яка приводить до деяких помилок при розв'язанні. Розглянемо таку систему лінійних рівнянь у задачі методу скінченних елементів:
{\displaystyle {\begin{bmatrix}K_{11}&K_{12}\\K_{21}&K_{22}\end{bmatrix}}{\begin{bmatrix}x_{1}\\x_{2}\end{bmatrix}}={\begin{bmatrix}F_{1}\\F_{2}\end{bmatrix}},}
де {\displaystyle K} і {\displaystyle V} задані, а {\displaystyle K}, {\displaystyle x} і {\displaystyle F} розділені на підматриці, як показано вище. Якщо {\displaystyle F}2 містить лише нулі, і лише {\displaystyle x_{1}} є очікуванним, то матрицю {\displaystyle K} можна звести, та отримати наступну систему рівнянь
{\displaystyle {\begin{bmatrix}K_{11,{\text{reduced}}}\end{bmatrix}}{\begin{bmatrix}x_{1}\end{bmatrix}}={\begin{bmatrix}F_{1}\end{bmatrix}}.}
{\displaystyle K_{11,{\text{reduced}}}} отримуємо шляхом запису системи рівнянь наступним чином:

| {\displaystyle K_{11}x_{1}+K_{12}x_{2}=F_{1}} | \| \| \| \| \| \| \| \| | (1) |
|                                               |                         |     |
|                                               |                         |     |

| {\displaystyle K_{21}x_{1}+K_{22}x_{2}=0} | \| \| \| \| \| \| \| \| | (2) |
|                                           |                         |     |
|                                           |                         |     |
Рівняння (2) можна розв'язати для {\displaystyle x_{2}} (припускаючи невиродженність матриці {\displaystyle K_{22}}):
{\displaystyle -K_{22}^{-1}K_{21}x_{1}=x_{2}.}
Далі підстановка в рівняння (1) приводить до рівняння:
{\displaystyle K_{11}x_{1}-K_{12}K_{22}^{-1}K_{21}x_{1}=F_{1}.}
Таким чином
{\displaystyle K_{11,{\text{reduced}}}=K_{11}-K_{12}K_{22}^{-1}K_{21}.}
Аналогічно, будь-який рядок або стовпець {\displaystyle i} матриці {\displaystyle F} з нульовим значенням може бути вилучено, якщо відповідне значення {\displaystyle x_{i}}  не є очікуваним. Редуковану матрицю {\displaystyle K} знову можна редукувати далі. Зауважемо, що оскільки кожна редукція вимагає інверсії, а кожна інверсія є операцією з обчислювальними складністю {\displaystyle O}({\displaystyle n^{3}}), тому більшість великих матриць попередньо редукують, щоб скоротити час обчислення.

## Історія
У IX столітті перський математик Аль-Хорезмі Аль-Джабр ввів фундаментальні поняття «редукції» та «збалансування», операючись на перенесення членів в іншу сторону рівняння та скорочення подібних членів у протилежних сторонах рівняння. Цю операцію Аль-Хорезмі спочатку називав як аль-джабр. Термін «алгебра» походить від слова «аль-джабр» у назві його книги.